# Callis Wold
Die bronzezeitlichen Rundhügel auf der Callis Wold (Heide) bei Malton im East Riding of Yorkshire wurden zwischen 1860 und 1905 von John Robert Mortimer (1825–1911) und 1976 von David Coombs ausgegraben. Hügel dieser Art sind in Nordostengland mit etwa 40 Exemplaren vertreten. Die Gruppe in der Callis Wold besteht noch aus drei Anlagen, die anderen 15 sind völlig zerstört.

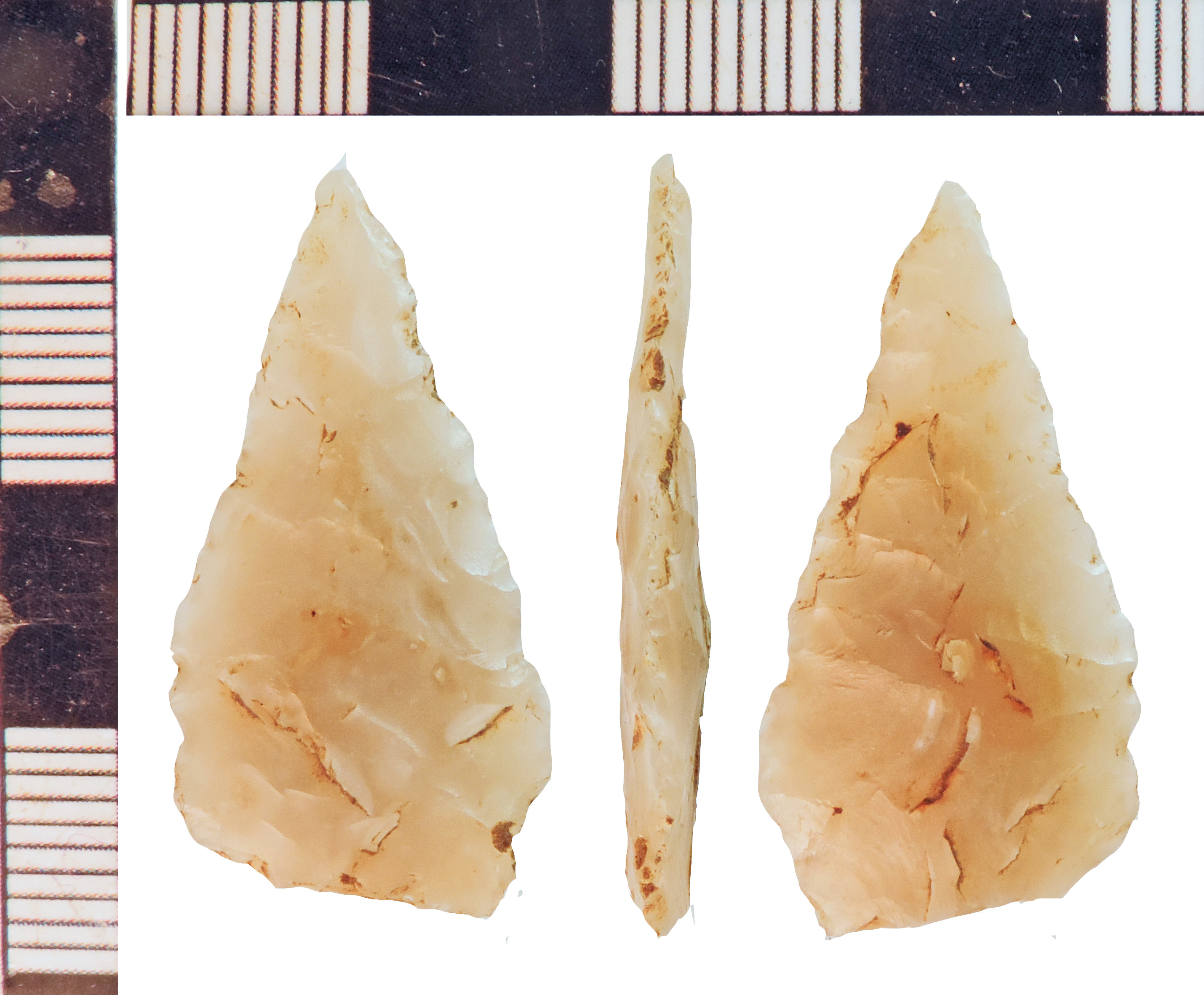
Pfeilspitzenfunde auf Callis Wold

In einem der Grabhügel fanden sich konzentrische Ringe aus Holzpfählen, mit Durchmessern von 6,5 und 8,5 m, und mit einem umlaufenden Fundamentgraben von 30 cm Breite für eine Holzfassade. Die innerhalb einer geradlinigen Zone gefundenen Begräbnisse weisen darauf hin, dass die ursprünglich hölzerne Grabkammer identisch war mit jenen die unter Langhügeln wie dem Long Cairn von Street House gefunden wurden. Kammern, definiert durch Gruben oder Pfosten, sind unter runden Steinhügeln stärker verbreitet (Pitnacree, in Perthshire und Aldwincle, in Northamptonshire). Die Grabfunde neben dem Skelett in Hockerstellung bestanden aus Gefäßen für Lebensmittel und einer großen Steinaxt. Die Funde aus den anderen Hügeln, in denen neben Körper- auch Brandbestattungen auftraten, enthielten mehrere Gefäße, sowie Kragenurnen, eine Gagatkette und Gagat- und Fayence-Perlen.